# Station Handzame
Station Handzame is een voormalig spoorwegstation aan spoorlijn 73 (Deinze - De Panne) in Handzame, een deelgemeente van Kortemark. Het stationsgebouw doet nu dienst als jeugdlokaal.

## Geschiedenis
Op 11 mei 1858 werd de private spoorlijn Lichtervelde-Veurne door de maatschappij Flandre Occidentale in gebruik genomen. Tijdens de twee volgende jaren werd een houten barak gebruikt als stationsgebouw. In 1860 werd een volwaardig stationsgebouw gezet.
In 1878 werd de private spoorlijn genationaliseerd door de Belgische staat. Zestien jaar later bouwde men een nieuw stationsgebouw met postkantoor in de typische stijl van die periode. In 1906 werd er ook een telefooncentrale in ondergebracht die Handzame en de omliggende dorpen bediende.
Tijdens de Eerste Wereldoorlog werd het station door de Duitse bezetter gebruikt om het nabijgelegen vliegveld te bevoorraden. Er werden drie startbanen aangelegd door de eenheid Flieger Abteilung 19. Vanop dat vliegveld vertrokken vooral bommenwerpers en verkenningsvliegtuigen. Op 30 juli 1917 werd het station door de geallieerden onder vuur genomen.
Tot 1965 hielden goederentreinen halt aan het station. Niet veel later werd de loskaai afgebroken. Nu bevinden het containerpark en de speelterreinen van de jeugdbeweging zich waar de kaai vroeger was.
In 1981 sloot het stationsgebouw. Vier jaar later werd het opgekocht door het gemeentebestuur van Kortemark en kreeg het een nieuwe bestemming; voortaan deed het gebouw dienst als lokaal voor de plaatselijke jeugdbeweging. In 2011 - 2012 werd het gebouw grondig gerenoveerd.

## Aantal instappende reizigers
De grafiek en tabel geven het gemiddeld aantal instappende reizigers weer op een week-, zaterdag en zondag.
| Tabel: aantal instappende reizigers station Handzame | Tabel: aantal instappende reizigers station Handzame | Tabel: aantal instappende reizigers station Handzame | Tabel: aantal instappende reizigers station Handzame |
|                                                      | Weekdag                                              | Zaterdag                                             | Zondag                                               |
| ---------------------------------------------------- | ---------------------------------------------------- | ---------------------------------------------------- | ---------------------------------------------------- |
| 1977                                                 | 11                                                   | 0                                                    | 2                                                    |
| 1978                                                 | 6                                                    | 0                                                    | 0                                                    |
| 1979                                                 | 5                                                    | 0                                                    | 2                                                    |
| 1980                                                 | 3                                                    | 0                                                    | 0                                                    |

0: Deinze ·
4,5: Grammene ·
6,2: Wontergem ·
8,3: Aarsele ·
15,6: Tielt ·
20,1: Pittem ·
24,0: Ardooie-Koolskamp ·
26,5: Kortekeer ·
31,7: Lichtervelde ·
37,7: Kortemark ·
40,5: Handzame ·
43,7: Zarren ·
47,9: Esen ·
50,4: Diksmuide ·
52,0: Kaaskerke ·
54,8: Oostkerke ·
62,4: Avekapelle ·
65,5: Veurne ·
66,9: Koksijde ·
70,5: De Panne